# Castle Cary (stacja kolejowa)
Bruton – stacja kolejowa w mieście Castle Cary w hrabstwie Somerset, na linii Heart of Wessex i linii kolejowej Reading – Plymouth. Stacja położona jest 1,5 km na północ od miasta.

## Ruch pasażerski
Ze stacji korzysta 50 758 pasażerów rocznie (dane za okres od kwietnia 2020 do marca 2021). Posiada bezpośrednie połączenia z Bristolem, Bath Spa, Weymouth, Taunton, Exeterem i Londynem. Pociągi odjeżdżają ze stacji w odstępach dwugodzinnych w każdą stronę.

## Obsługa pasażerów
Kasy biletowe, przystanek autobusowy, postój taksówek. Stacja dysponuje parkingiem samochodowym na 100 miejsc i rowerowym na 4 miejsca.